# Karol Biel
Karol Biel (ur. 20 października 1894, zm. 16 września 1920) – sierżant pilot Wojska Polskiego, kawaler Orderu Virtuti Militari.

## Życiorys
Służył w lotnictwie od pierwszych dni odzyskania niepodległości. W czasie wojny z bolszewikami 1920 walczył w składzie 10 eskadry wywiadowczej, która wywodziła się z 1 Awiacyjnego Oddziału, a zorganizowanego przy 4 Dywizji Strzelców dowodzonej wówczas przez generała Lucjana Żeligowskiego podczas której odznaczył się kilkakrotnie nieprzeciętną odwagą.
2 sierpnia I920 roku sierżant pilot Karol Biel z obserwatorem, por. Sznukiem, dokonywali zwiadu wykonując lot w kierunku na Stopce. Podczas lotu nad miastem Mir zostali ostrzelani z ziemi, ale obniżyli lot nad miastem i zrzucili bomby oraz ostrzelali transporty nieprzyjaciela, które znajdowały się na terenie miasteczka, siejąc popłoch, zamieszanie oraz zmuszając je do ucieczki. W drodze powrotnej, podczas lotu na małej wysokości odkryli bolszewicką baterię, a po powrocie wskazali jej dokładne ukrycie. Baterię zniszczyła nasza artyleria. Parę dni później, kiedy wojsko polskie miało wykonać atak na Słuck, wraz z obserwatorem por. Karpińskim został wysłany na zwiad do Słucka, którego celem było zbadanie sił bolszewickich tam stacjonujących. W Słucku zrzucili bomby na wojska nieprzyjacielskie, chcąc w ten sposób dokładnie ocenić ich ilość.   
We wrześniu tego roku został zestrzelony przez sowiecką baterię. Pomimo poważnych uszkodzeń maszyny i doznanych obrażeń ciała udało mu się wylądować na terenie wroga, a następnie przedostać przez linie wroga. Za ten czyn został odznaczony Krzyżem Srebrnym Orderu Wojskowego Virtuti Militari oraz Polową Odznaką Pilota. 16 września 1920, w czasie powrotu z kolejnej misji bojowej, jego samolot uległ awarii, a on sam zginął śmiercią lotnika. Pochowany na cmentarzu w Brześciu nad Bugiem.

## Ordery i odznaczenia
- Krzyż Srebrny Orderu Wojskowego Virtuti Militari nr 8139 – pośmiertnie, 27 lipca 1922[4]
- Polowa Odznaka Pilota – pośmiertnie, 11 listopada 1928 „za loty bojowe nad nieprzyjacielem w czasie wojny 1918–1920”[5]